# Egysínű vasút

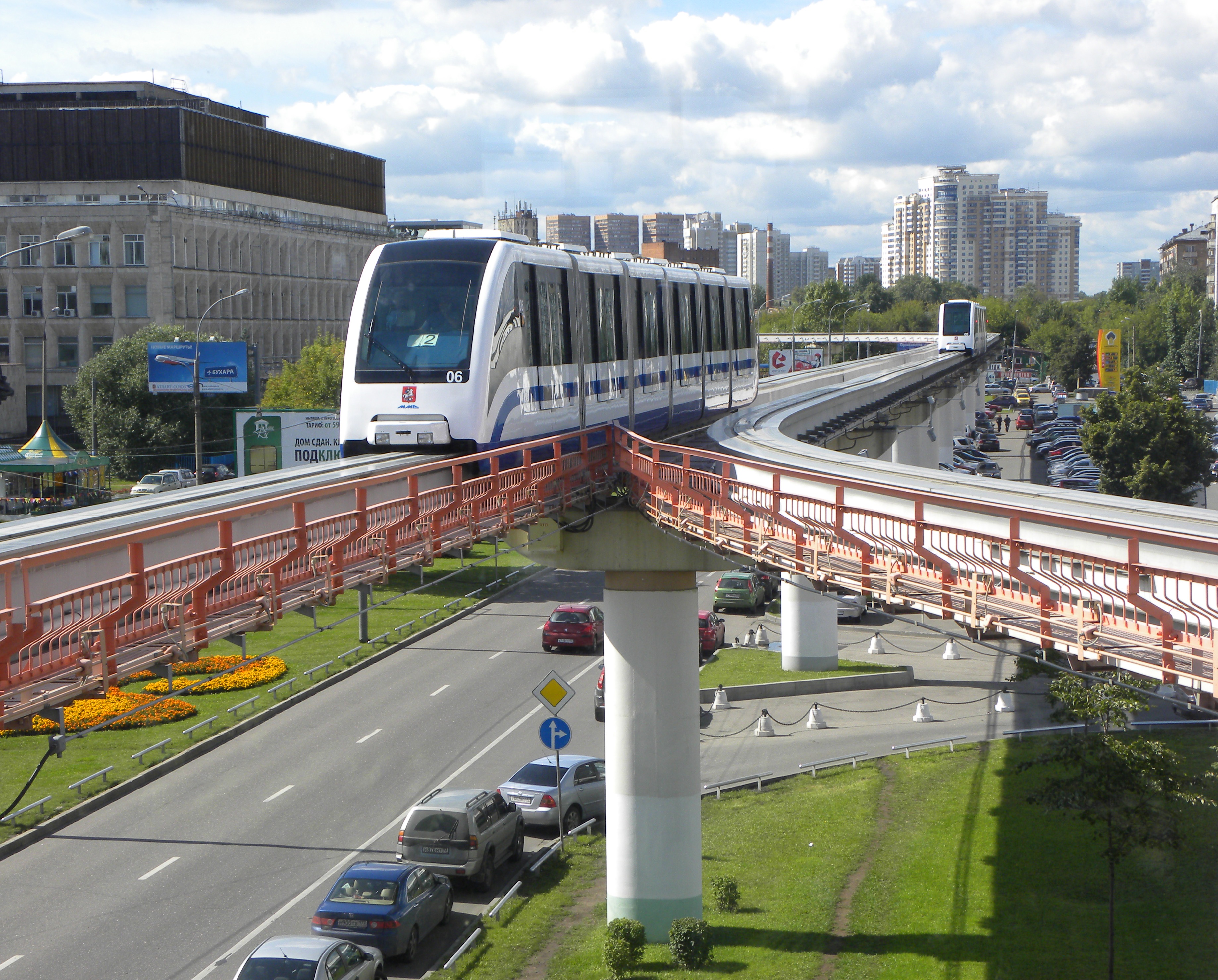
Nyeregvasút Moszkvában

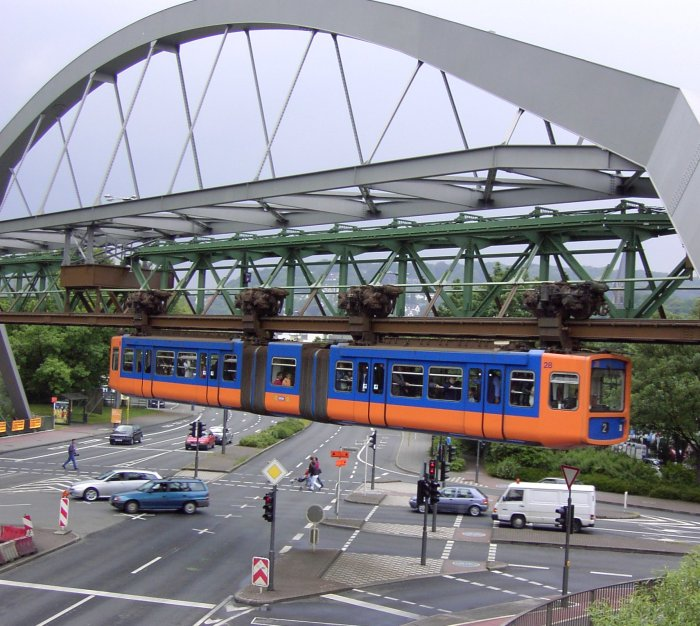
A Wuppertal Schwebebahn, a világ első elektromos hajtású függővasútja

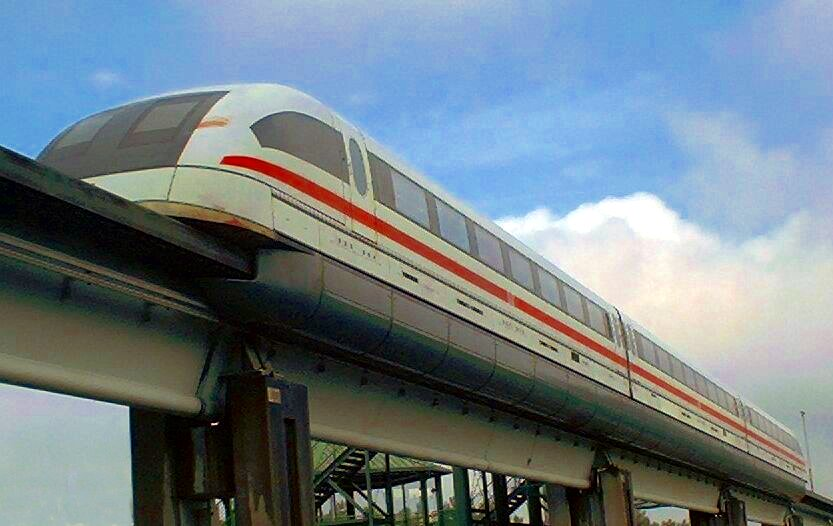
Transrapid, a mágnesesen lebegtetett nyeregvasút

Az egysínű vasút olyan vasúti közlekedési eszköz, amely csupán egy sínen fut. A kocsi nyeregszerűen veszi körbe a sínt, vagy konzolon függeszkedik rajta. Korábban voltak vagy (egy vagy két) alsó támasztókerékkel, vagy (egy vagy két) felső vezetőkerékkel, vagy keresztstabilizátorral ellátott rendszerek is.

## Típusai
Kétféle típusa van:
- nyeregvasút,
- függővasút

## Története

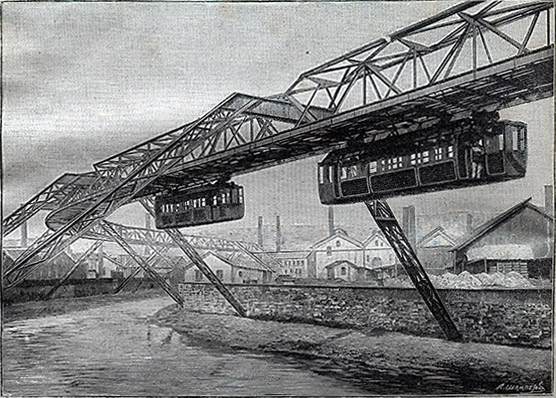
A wuppertali függővasút, 1900-ban

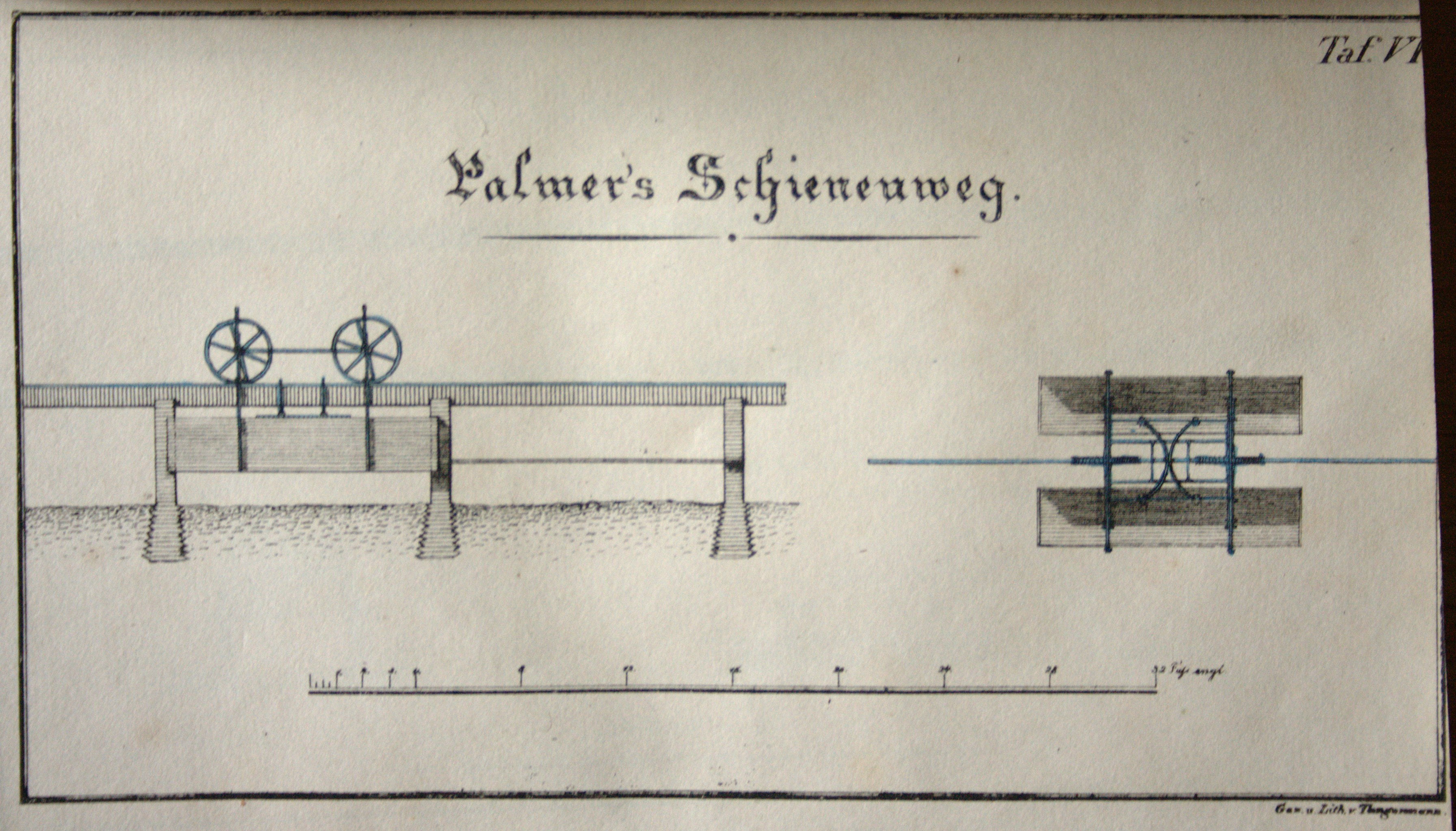
Az első német, a Palmer-féle függővasút szabadalmi tervrajza, 1821

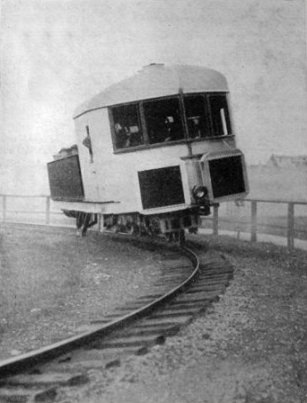
A Brennan&Scherl-féle, keresztstabilizátoros egysínű, 1907

Az első egysínű vasút 1820-ban épült, feltalálója Ivan Elmanov. Ez a vasútforma 1879-ben terjedt el, olcsósága miatt, de csak katonai használatra.
1897-ben Eugen Langen német mérnök, a magasvasúti rendszerben a kocsikat felfüggesztette, ez a Wuppertal Schwebebahn függővasút.

### 1900-tól 1950-ig
Az első nagy sebességű egysínű vasút 1910-ben készült el Alaszkában, egy szénbányában.

### 1950-től napjainkig
A 20. század második felétől terjedt el a mai kialakítású, modern egysínű vasútrendszer. Ebben az időben épültek a ma is működő egysínű vasutak Amerikában, Kanadában, Japánban és még sok más helyen.

### Korai évek
Az első egysínű vasút Oroszországban készült, 1820-ban Ivan Elmanov tervei alapján. Azért kísérleteztek vele, hogy alternatívát jelentsen a hagyományos vasútnak, a 19. század elején. A legkorábbi szabadalom Henry Robinson Palmer keze alól került ki az Egyesült Királyságban, 1821-ben. A kocsiszekrény kidolgozása Deptford Dockyard nevéhez fűződik Délkelet-Londonban, a Cheshunt Vasút egy szakaszán a Cheshunt kőbánya mellett, a hertfordshire-i Lea-folyónál. A Cheshunt-vonal volt a világ első egysínűje utasok számára, valamint az első vasútvonal Hertfordshire-ben.
Eben M. Boynton két felső vezetőkerékkel ellátott vasutat épített a Coney Islandon 1852-ben. 1894-ben Brooklyn - Brookheaven között villamosított vanal épült.
A Ewing Systemet (Ewing 1868) használta a Patiala Állami Egysínű Trainways Pandzsáb indiai államban, és a Kundala Valley Railway India; hibrid modellje egy teherhordó egységes vasúti- és egy külső (a földön futó) támasztó kerékkel.
Larmanjat egysínűje kétoldali (a földön futó) támasztókerékkel Le Raincy és Montfermeil között közlekedett 1868-ban.
Körülbelül 1879-ben, „egy vasúti” rendszert javasolt egymástól függetlenül Haddon és Stringfellow, amely korábban egy fordított "/\" sínpáron ment. A rendszert katonai célra ajánlották, de azt is látták, hogy polgári használatra is megfelel, mint a vasútnál olcsóbb eszköz.
A korai tervek kettős peremű sínt tartalmaztak, ami jó alternatívája volt a hagyományos kettős vasút sínnek (vágány). Wheels ezen sínre egysínű kocsit tervezett. A ma is üzemelő felfüggesztett változat a Wuppertal Schwebebahn.
A francia mérnök, Charles Lartigue által épített egysínű vonal Listowel és Ballybunion között, Írországban, megnyílt 1888-ban és be is zárt 1924-ben, mivel a polgárháború károkat okozott benne). A Lartigue-rendszer egy teherhordó egységes vasúti és két alsó, külső sínnel biztosította az egyensúlyt, háromszögben.
Az első egysínű mozdonya itt gőzmozdony volt.

### 1900-1950
A Lartigue-rendszerben javasolt nagy sebességű egysínű vasút Liverpool és Manchester között létesült 1901-ben.
1908-ban Kearney egy felső vezetőkerékkel épített elektromos vasutat.
Pelham Park & City Island két felső vezetőkerekes egysínű 1910 és 1914 között üzemelt.
1910-ben a Brennan keresztstabilizátoros (giroszkópos) egysínűt használták egy alaszkai szénbányában. A 20. század első felében számos további megoldás született, amelyek vagy soha nem hagyták el a tervezőasztalt, vagy nem voltak egyebek, mint rövid életű prototípusok. Az egyik első egysínű rendszert az Egyesült Államok, New York Citybe tervezte, az 1930-as évek elején. Ezt konvertálták később egy magasvasútra.

### Az 1950-1980-as években
A 20. század második felében nagyobb nyomtávú vagy gerenda-pályára születtek tervek. Ez a jármű egy pár keréken járt és egy harmadik irányította. Németországban, 1950-ben épült meg a prototípusa, 40%-os készültségig egy olyan rendszernek, amelynek a sebessége egyenes szakaszokon 320 km/óra és 150 km/h kanyarokban volt. Terveztek még gerendákra felfüggesztett vagy konzolos egysínűeket is. Az 1950-es években az ALWEG nyeregforma alakult ki, majd a frissített típusú, felfüggesztett, Safege-rendszer. Az ALWEG-technológiát alkalmazzák jelenleg mind a két legnagyobb egysínű-gyártónál (Hitachi egysínű és Bombardier Transportation).

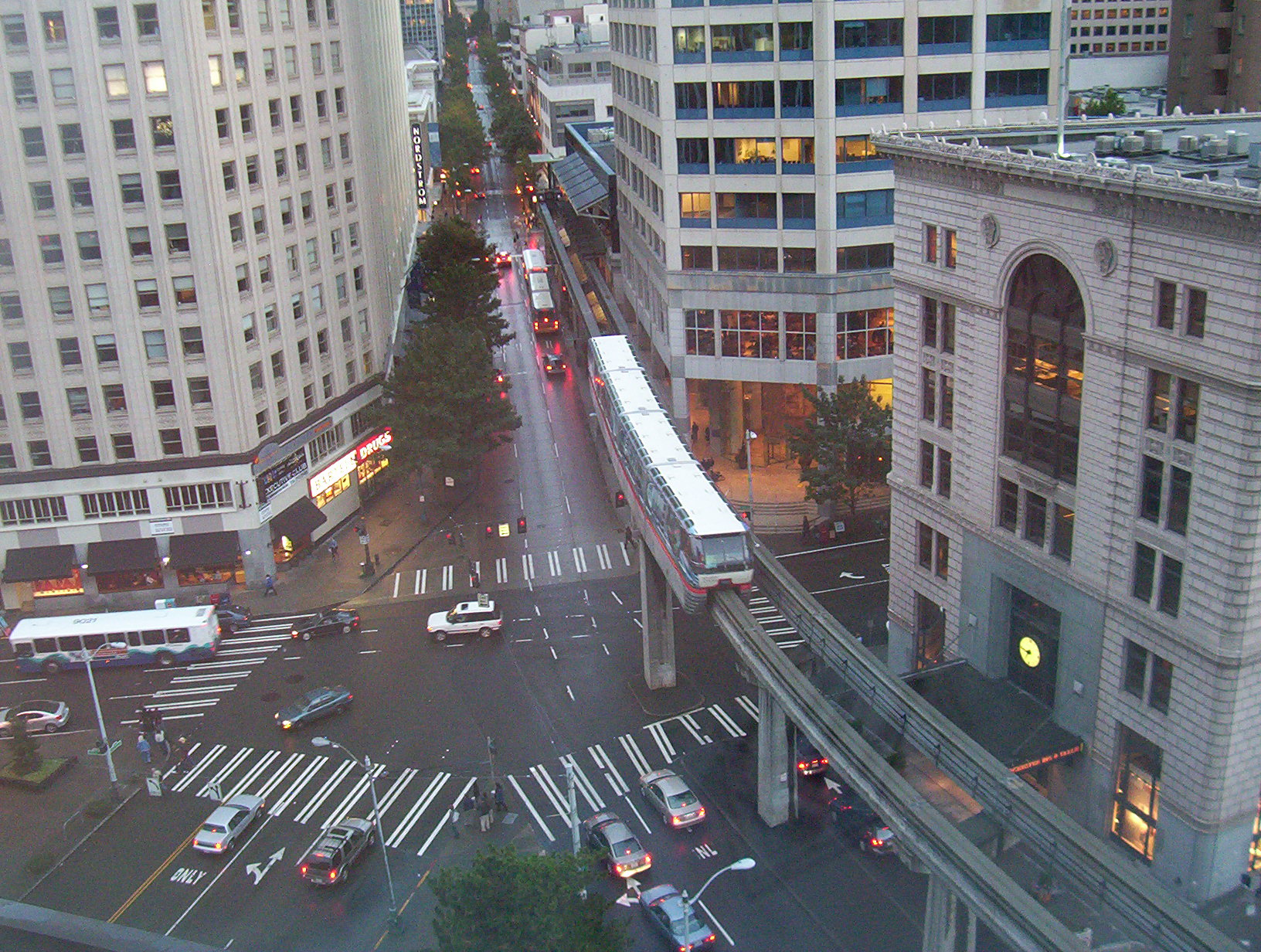
A seattle-i nyeregvasút

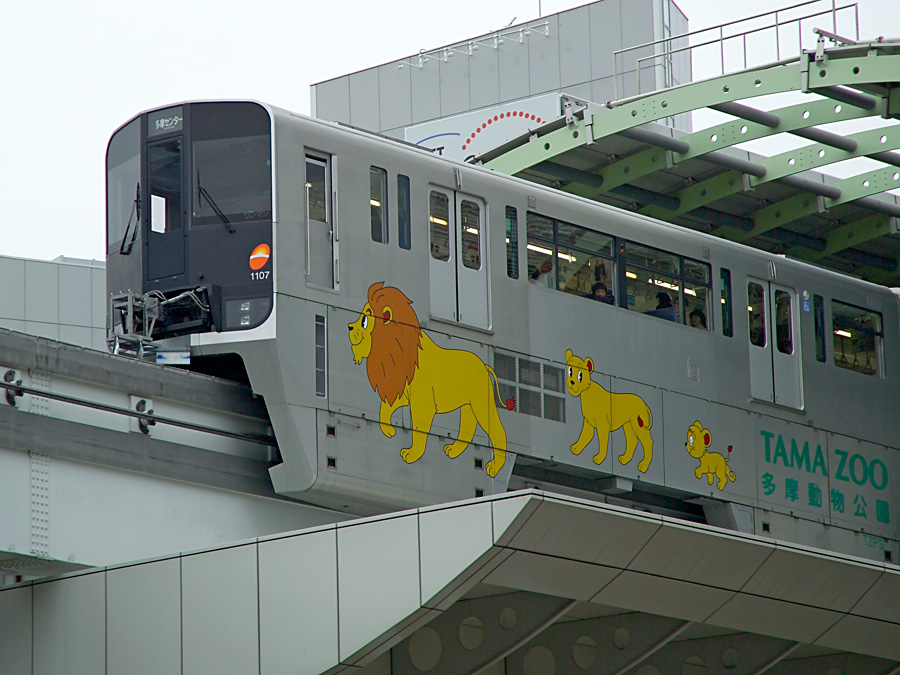
A Tamai nyeregvasút, Japán

1956-ban megszületett az első egysínű az USA-ban, próbaüzeme Houstonban volt. Később ebben az időszakban nagy egysínű rendszereket építettek, a kaliforniai Walt Disney Worldben, Floridában ill. Seattleben, valamint Japánban. Egysínű rendszerek is kerültek elő, futurisztikus technológiaként kiállítási és vidámparki installációkon, s azokat számos örökölt rendszer ma is használja. Azonban az egysínű sokkal kisebb mértékben terjedt el, mint a hagyományos közlekedési módok.
A Niche magánvállalkozás által használt egysínű megjelent a légi közlekedésben és bevásárlóközpontokban sok ingarendszerű eszköz épült ki.

## Elterjedése
A világon szinte már minden fejlett országban előfordul.

## Különbség más közlekedési rendszerekkel szemben
Az egysínű rendszerek sokféle alkalmazást találnak a szállítási piacon a repülőtéri transzfertől néhány közepes kapacitású metró rendszerig. Ha szeretnénk megkülönböztetni az őket más közlekedési módoktól, az egysínűek meghatározását pontosíthatjuk azzal, hogy a nyomtáv ebben a rendszerben keskenyebb, mint maga a jármű.

### Hasonlóságok
Az egysínű rendszerben gyakran, de nem kizárólagosan előfordul szintemelkedés, és ezért gyakran összetéveszthető más magas rendszerekkel, mint például a siklóvasutakkal.
Az egysínű járművek gyakran első pillantásra hasonlítanak más könnyű vasúti járművekhez, akár vezető nélküliekhez is. Van egykocsis, merev formájú, csuklós önálló egységekből álló, vagy olyan, amelyik több kocsiegységet közlekedtet egyszerre. Többnyire lineáris indukciós motor hajtja. Az egyszerre mozgatott vasúti kocsikat forgózsámoly kapcsolja össze, így görbe pályán is képes a szerelvény haladni.

### Különbségek
Ellentétben néhány villamos és vasúti rendszerrel, a modern egysínű mindig particionált, azaz el van választva más jármű- és gyalogos forgalomtól. Működtethető vezetővel vagy távirányítással. Használhat villamos áramszedőt, vagy lineáris motorral hajtják, amelynek állórésze a sín, forgórésze pedig maga a jármű. Így az elektromágneses tér forgatásával mozog a szerelvény előre-hátra.

### Mágneses lebegtetés
A mágneses taszítás elvén lebeg a kocsi a sín fölött, vagy így lóg a gerendán, gyakorlatilag súrlódás nélkül, lineáris motorokkal mozgatják.

### A nyeregvasút tömegközlekedési megítélése

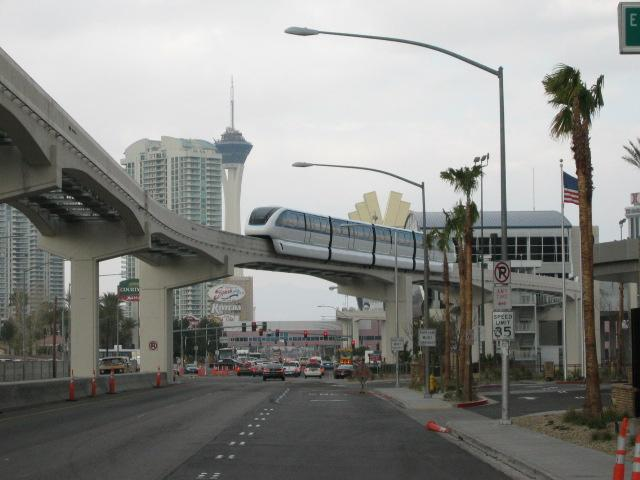
A Las Vegas Convention Center állomása

1950 és 1980 között az egysínű forgalma is visszaesést szenvedett el, mint minden tömegközlekedési rendszer, az autóval szemben. Az egysínűek különösen a tömegközlekedési hatóságok vonakodása miatt, hogy fektessenek-e be a bevált egysínűekbe, azok vélt magas költségei miatt, amikor szembesültek az olcsóbb érett alternatívákkal. Ott is sok egymással versengő egysínű technológia aprózta tovább a piacot.
Ezt a „magas költségek” felfogást támadták legtöbbet, különösen 1963-ban, amikor az ALWEG-konzorcium javasolt építésre jelentős egysínű rendszert, Los Angelesben, cserébe a megfelelő működésért. Ezt elutasították a városi hatóságok, a későbbi Los Angeles-i metrós rendszer javára.
Több, eredetileg közlekedési rendszernek szánt egysínűt ma a turizmusban használnak, mivel előnyös, egyedülálló kilátást kínál.

### Közelmúlt történelme

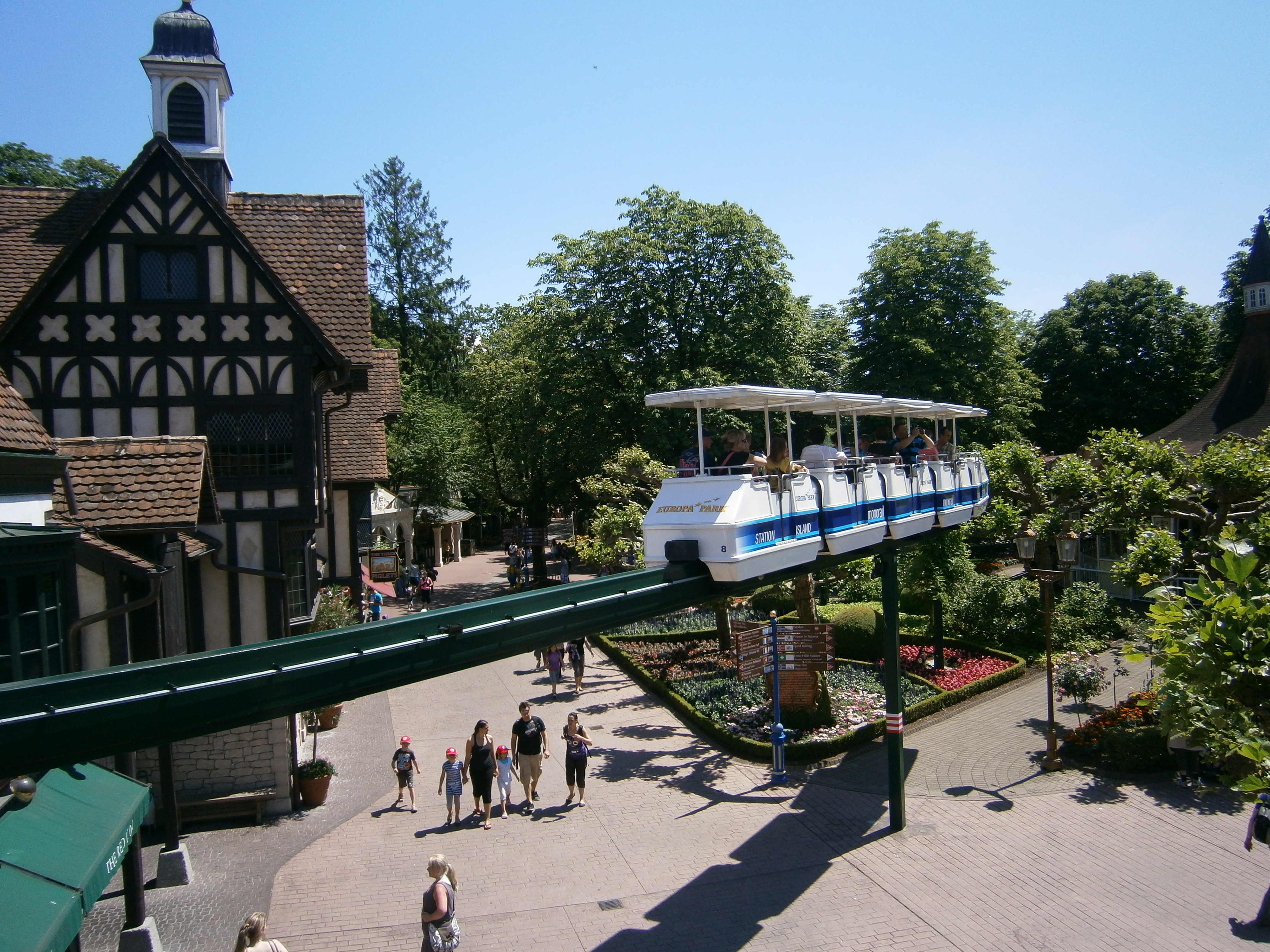
Nyeregvasút, Europa-Park, Rust, Németország

Az 1980-as évek óta nőnek a forgalmi torlódások és az urbanizáció miatt, újjáéled az érdeklődés az egysínű tömegközlekedési használata iránt, előbb Japánban és most Malajziában. A Tokiói monovasút, a világ legforgalmasabb egysínű vonala, átlagosan 127.000 utast szállít naponta, azaz több mint 1,5 milliárd utast 1964 óta. Egysínűt látunk folyamatos használatban piacokon, valamint szórakoztató 0parkokban.
A Chongqing Rail Transit (Kína) fogadott el egyedi formájában ALWEG-alapú tervezést, amelynek designja az egysínű járművekénél sokkal szélesebb, hogy kapacitásuk összehasonlítható legyen a vasúti rendszerekével. Ez azért van, mert Chongqing városát is keresztül-kasul szeli számos domb, hegy és folyó, ezért a metró alagút nem megoldható, kivéve bizonyos esetekben, extrém mélységben.

### Típusai és műszaki szempontok

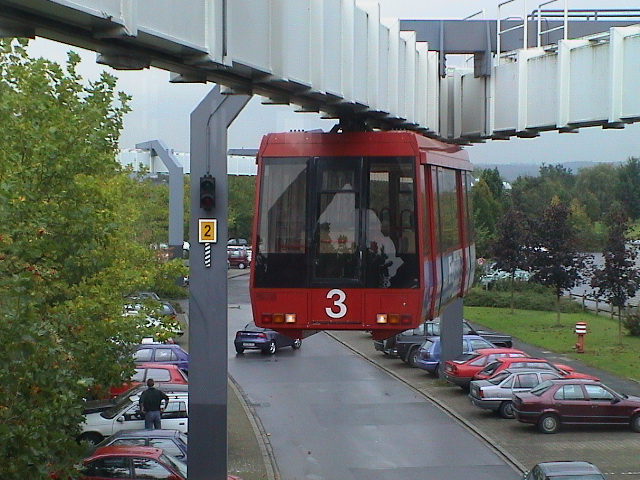
A H-Bahn függővasút Dortmundban

A modern egysínű függővasút nagy szilárdságú gerendán függ, ami egyúttal a jármű futófelülete is. Számos versengő terv két nagy osztályba sorolható, úgymint nyereghidas és felfüggesztett egysínű.
A leggyakoribb típusú egysínű, amit ma is használnak a nyeregvasút, amelyen a vonat acél vagy vasbeton gerendát fog széles tartományban közre. A gumikerekes kocsi a híd tetején gurul és két oldalán vontatja és stabilizálja a járművet. Ezt a típust az ALWEG német társaság népszerűsítette.
A Safege francia társaság olyan egysínű rendszert kínál, amelyben a vasúti kocsik kerekeken vannak felfüggesztve, alattuk a kocsi. Ebben a konstrukcióban a kocsi kerekei egyetlen hídon belül lovagolnak. A Chiba Monorail jelenleg a világ legnagyobb felfüggesztett egysínű hálózata.
Van egy történelmi jellegű függővasút is, amit német feltalálók Nicolaus Otto és Eugen Langen terveztek, az 1880-as években. A Wupper-völgyben épült meg, a németországi Barmen és Elberfeld testvérvárosok között, 1901-ben, és még mindig működik.

### Teljesítmény
Szinte minden modern egysínűt kettős harmadik sínről táplált elektromos motor hajt, a csatlakozó vezetékek vagy elektromos részek külön csatornában, vagy gerendákba zártan helyezkednek el. Dízelmotoros egysínű rendszerek is léteznek. Egyes muzeális rendszerek, mint például a Lartigue Monorail gőzmozdonyt használtak.

### Mágneses lebegtetés
Mágnesesen lebegtetett (maglev) rendszerek, mint pl. a német Transrapid nyereghidas megoldással épültek, mivel az rendkívül stabil, és lehetővé teszi a gyors lassulást nagy sebességről. Ha a teljes sebességgel megy a vonatot a pálya fölé emeli, és így nincs fizikai kontaktusban vele. A szárazföldi sebességrekordot vasúti járművek között a kísérleti SCMaglev érte el, hivatalosan rögzített sebességgel. Ugyanakkor a pályarendszere annyira széles, hogy azt lehet mondani, nem jogos egysínűnek nevezni.
Vannak lassabb városi közlekedésre szánt maglev egysínűek is, mint például a japán Linimo (2003).

### Váltók

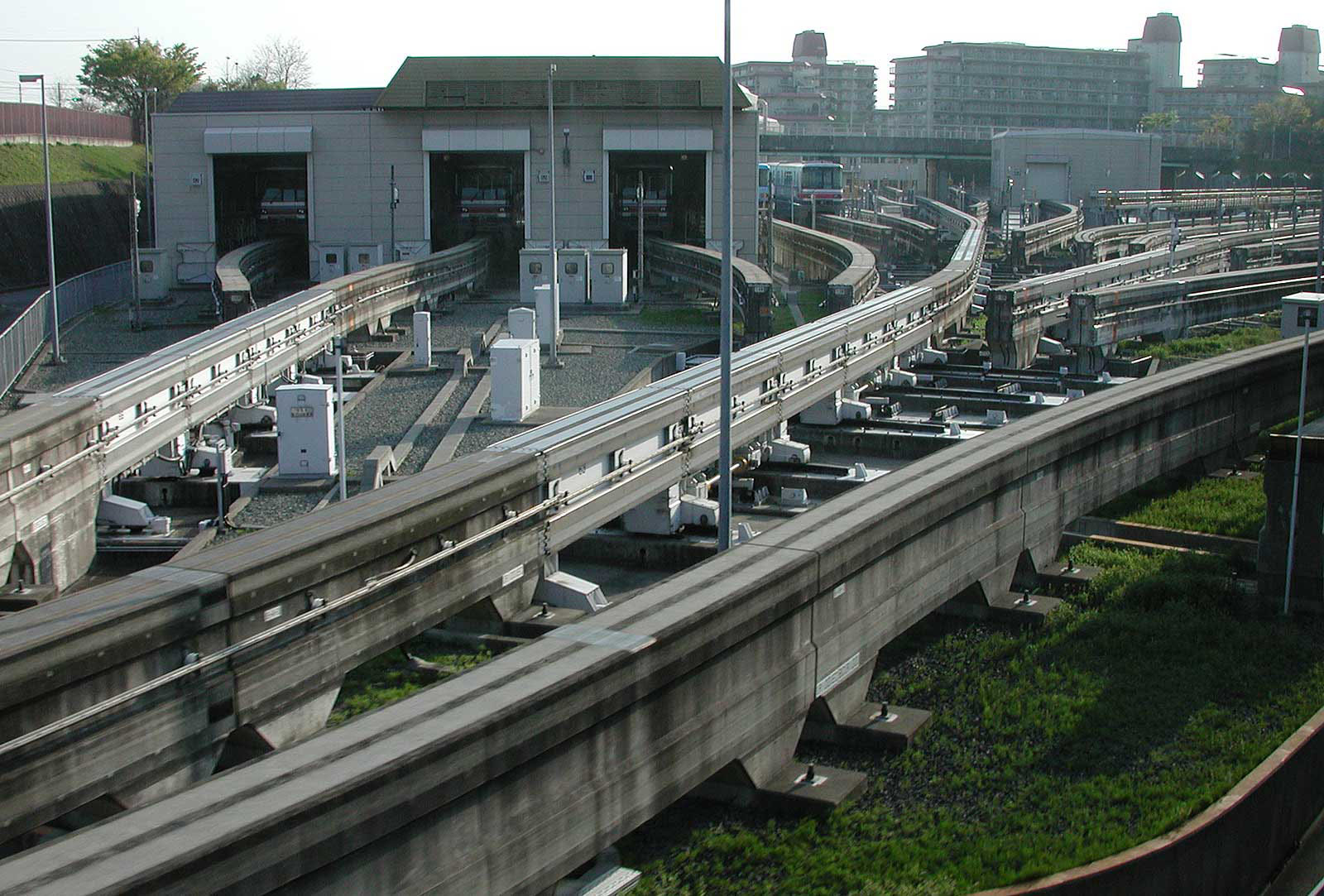
Az Osaka nyeregvasút váltói

Létezik néhány korai egysínű rendszer (különösen a Wuppertali függővasút (Németország), amely 1901-ben épült, és még mindig működik), ahol a kocsiszekrény megnehezíti, hogy az egyik vonalról a másikra váltson át. Néhány más egysínűnél a váltórendszereket kiküszöbölik, amennyire csak lehetséges, és működő folyamatos hurkot alkotnak, vagy két helyhez kötött állomást, mint pl. a Seattleben.
A ma üzemelő egysínűek képesek hatékonyabb váltóhasználatra, mint a múltbeliek. Abban az esetben, ha ez függővasút, a másik pályára váltást végezhetjük a peremeken belül vezetett kocsikkal, hogy egyik, vagy másik vonalra váltsuk.

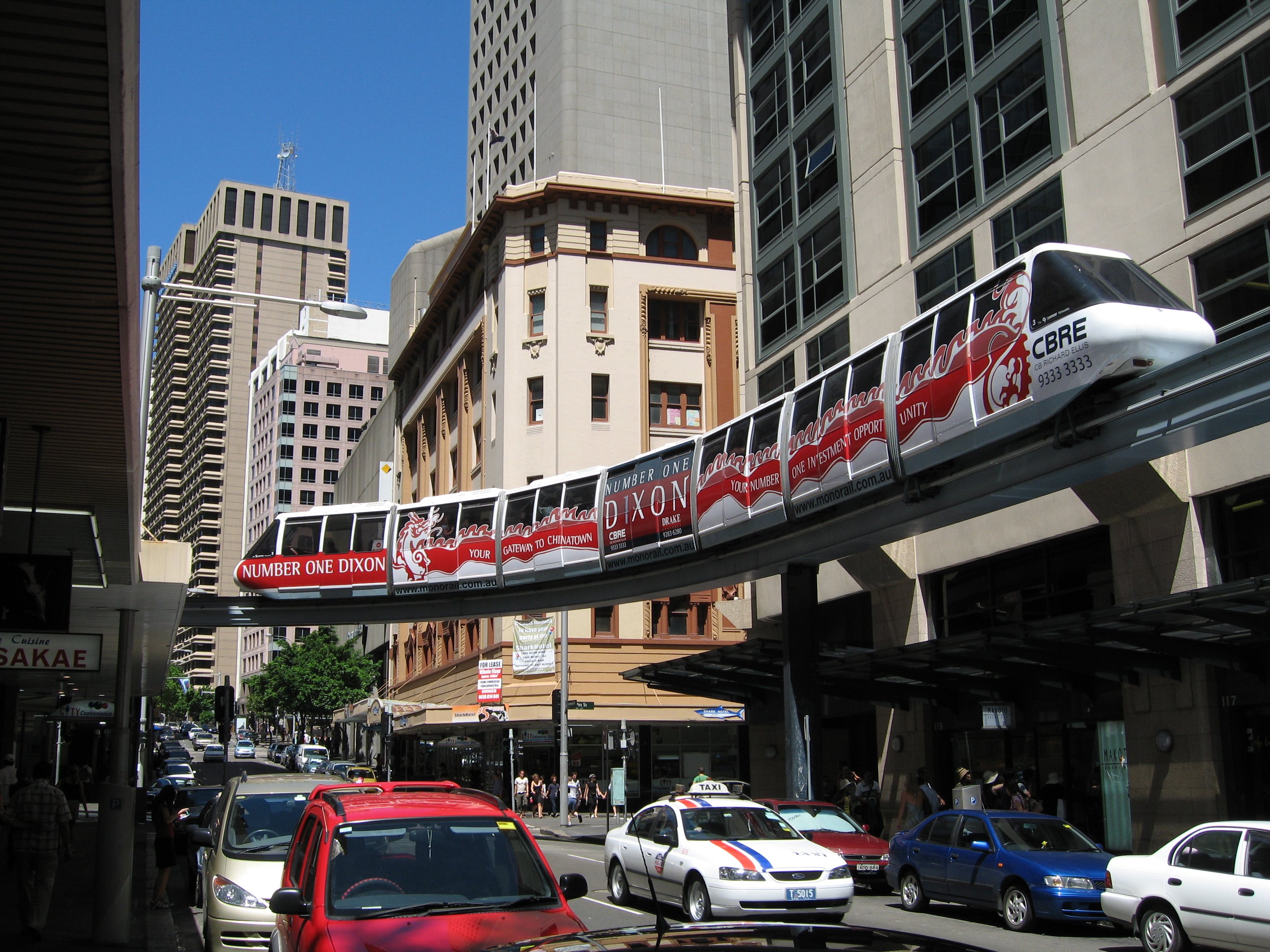
A Sydney egysínű egyetlen hurokkal kerüli el a váltó szükségességét

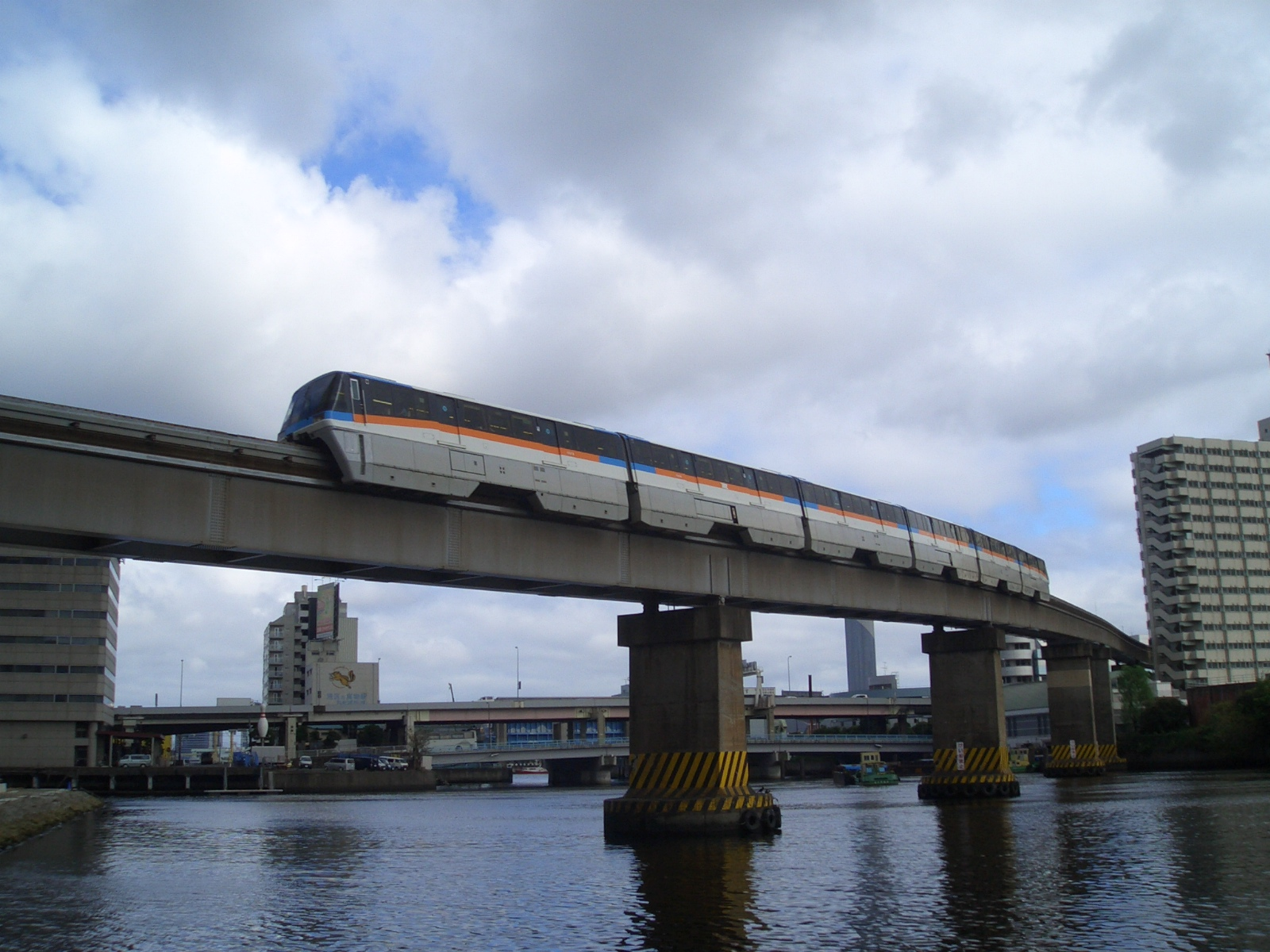
A nagy kapacitású Tokyo Monorail

A nyeregvasutak megkövetelik, hogy a gerendaszerkezet maga is hivatott legyen váltásra, mert ami eredetileg volt, az szinte megfizethetetlenül nehézkes eljárás. Most azonban, a leggyakoribb módja ennek, hogy egy mozgó készülék tetejére szerelt erős platformoknak bírniuk kell a járművek, gerendák és a saját mechanizmusuk súlyát. Többszörösen szegmentált gerendák lépnek a görgők helyére, simán hozzáigazítva az egyik gerendát a másikhoz, hogy a vonatot a kívánt irányba küldje el. Ezt a megoldást eredetileg a ALWEG volt képes elvégezni, 12 másodperc alatti váltással. Néhány ezen gerendakitérő meglehetősen bonyolult, amely képes a különböző gerendák átváltására a vasúti keresztváltót szimulálva.

### Osztályok
Gumikerekes változatait jellemzően oda tervezték, ahol 6%-os meredekség állt fenn. Azonban a hagyományos vasúti vagy metróvonal képes megbirkózni hasonló vagy még nagyobb emelkedővel is, például a Lausanne-i metró akár 12%-os, a Montreal Metro szintén, míg a VAL rendszer képes leküzdeni a 7%-os meredekséget.

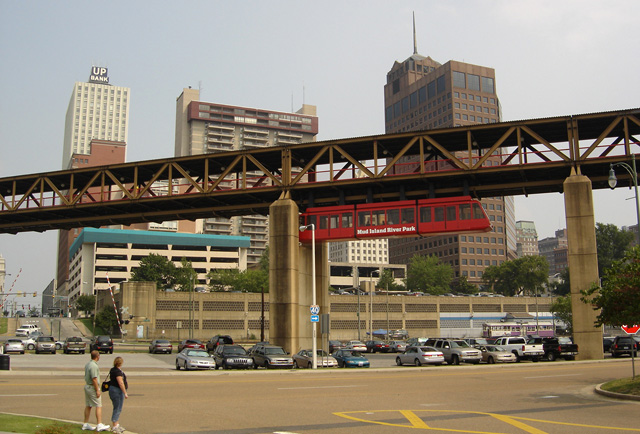
A Mud-sziget, River Park, függővasút, Memphis, Tennessee állam, USA (2005)

### Rekordok
- A legforgalmasabb egysínű vasútvonal a Tokiói monovasút: 120 692 utast szállít naponta (2011-es napi átlag)
- Legforgalmasabb egysínű vasúti rendszer Walt Disney World Monorail System: 150 000 utast szállít naponta
- Legnagyobb egysínű vasúti rendszer: Chongqing Rail Transit
- Leghosszabb tervezett mágnesvasútvonal: Sanghaj–Hangcsou maglev vasút (nem épült meg)
- Leghosszabb nyeregvasútvonal: Chongqing Rail Transit
- A legnagyobb függővasútrendszer: Chiba Monorail,
- A legrégibb, ma is üzemelő egysínű vasútvonal: Wuppertali függővasút, 1901

## Lista
Nem teljes lista egysínűekről:

### Európa
| Ország        | Város      | Név                         | Megnyitás | Teljes hossz |
| ------------- | ---------- | --------------------------- | --------- | ------------ |
| Írország      | Listowel   | Lartigue Monorailway        | 1888      | 1 km         |
| Olaszország   | Ravenna    | Mirabilandia Express        | 1999      | 1,47 km      |
| Németország   | Dortmund   | H-Bahn                      | 1984      | 3,6 km       |
| Németország   | Drezda     | Schwebebahn Dresden         | 1901      | 274 méter    |
| Németország   | Düsseldorf | Reptéri magasvasút          | 2002      | 2,5 km       |
| Németország   | Magdeburg  | Panoramabahn                | 1999      | 2,8 km       |
| Németország   | Wuppertal  | Wuppertaler Schwebebahn     | 1901      | 13,3 km      |
| Oroszország   | Moszkva    | Московский монорельс        | 2003      | 5 km         |
| Spanyolország | Zaragoza   | Monorraíl de Plaza Imperial | 2008      | 0,6 km       |

### Ázsia
| Ország    | Város, hely                                 | Név                               | Megnyitás | Teljes hossz | Gyártó       |
| --------- | ------------------------------------------- | --------------------------------- | --------- | ------------ | ------------ |
| Kína      | Chongqing                                   |                                   | 2005      | 17,4 km      | Alweg        |
| Kína      | Shanghai                                    | Sanghaji lebegő mágnesvasút       | 2002      | 30 km        | A Siemens AG |
| Kína      | Shenzhen                                    |                                   | 1998      | 4,4 km       | Intamin      |
| Kína      | Weihai                                      |                                   | 2008      | 4,2 km       | Aerobus      |
| Indonézia | Djakarta                                    |                                   | ???       | 27 km        | Hitachi      |
| Japán     | Chiba                                       | Chiba Monorail                    | 1988      | 15,5 km      | SAFEGE       |
| Japán     | Hiroshima                                   | SkyRail                           | 1998      | 1,3 km       | SkyRail      |
| Japán     | Inuyama                                     | Monkey Park nyeregvasút           | 1962      | 1,1 km       | Alweg        |
| Japán     | Kamakura                                    | Shonan nyeregvasút                | 1970      | 6,6 km       | SAFEGE       |
| Japán     | Kitakyushu                                  | Kitakyushu nyeregvasút            | 1985      | 8,8 km       | Hitachi      |
| Japán     | Naha                                        | Naha Egysínű                      | 2003      | 12,8 km      | Hitachi      |
| Japán     | Okinava                                     | Okinawa nyeregvasút               |           |              |              |
| Japán     | Ōsaka                                       | Osaka nyeregvasút                 | 1990      | 23,8 km      | Hitachi      |
| Japán     | Tama                                        | Tama Toshi nyeregvasút            | 1997      | 16 km        | Hitachi      |
| Japán     | Tokió                                       | Tokió Disney Resort egysínű vasút |           |              |              |
| Japán     | Tokió                                       | Tokió nyeregvasút                 | 1964      | 16,9 km      | Alweg        |
| Japán     | Tokió                                       | Ueno állatkerti egysínű           | 1958      | 0,3 km       | Langen       |
| Japán     | Urayasu                                     | Maihama Resort Line               | 2001      | 5,0 km       | Hitachi      |
| Japán     | Bővebben: Japán egysínű vasútjainak listája |                                   |           |              |              |
| Malajzia  | Kuala Lumpur                                | KL Monorel                        | 2003      | 8,6 km       | SCOMI        |
| Malajzia  | Putrajaya                                   | Putrajaya Monorel                 | 2021      | 18 km        | SCOMI        |
| Malajzia  | Penang                                      | Penang Rapid Transit              | ?         | ?            | ?            |
| Szingapúr | Szentosza-sziget                            |                                   | 2004      | 2,1 km       | Hitachi      |
|           | Bővebben: Japán egysínű vasútjainak listája |                                   |           |              |              |

### Amerika, Ausztrália
| Ország           | Város           | Név             | Megnyitás                | Teljes hossz | Gyártó            |
| ---------------- | --------------- | --------------- | ------------------------ | ------------ | ----------------- |
| Ausztrália       | Sydney          | Sydney Monorail | 1988                     | 3,6 km       | Von Roll Typ III. |
| Brazília         | Poços de Caldas | Ferreira        | 1990                     | 6 km         |                   |
| Egyesült Államok | Jacksonville    | Skyway          | 1997                     | 7,0 km       | Matra             |
| Egyesült Államok | Las Vegas       |                 | 1995, kiterjesztve: 2004 | 6,3 km       | Bombardier        |
| Egyesült Államok | Newark          | AirTrain Newark | 1995                     | 4,8 km       | Von Roll          |
| Egyesült Államok | Seattle         |                 | 1962                     | 1,5 km       | Alweg             |
| Egyesült Államok | Tampa           |                 | 1991                     | 1 km         | Bombardier        |